# Al Jourgensen

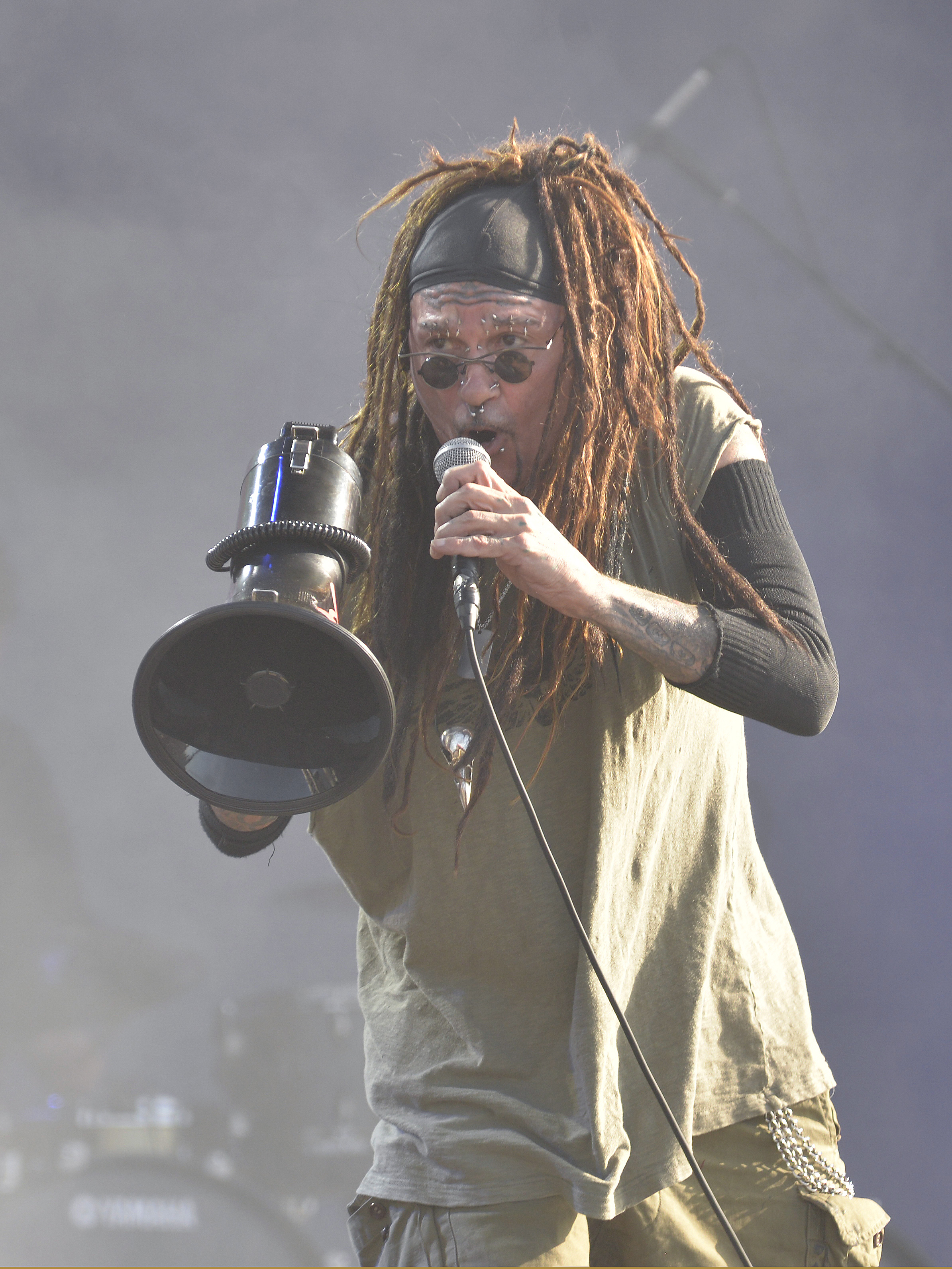
Al Jourgensen mit Ministry (2017)

Alain David „Al“ Jourgensen (* 9. Oktober 1958 in Havanna, Kuba als Alejandro Ramirez Casas) ist ein kubanisch-amerikanischer Sänger, Gitarrist, Keyboarder, Musikproduzent und Songwriter, der hauptsächlich als Frontmann der Industrial-Metal-Band Ministry bekannt wurde. Weitere Künstlernamen sind Alien Jourgensen oder Hypo Luxa, wie er sich als Produzent nennt.

## Werdegang
Jourgensen wurde als Sohn einer kubanischen Mutter und eines norwegischen Vaters in Havanna geboren. Alsbald kam er in die USA, wo er mit seiner Mutter und seinem dänischen Stiefvater unter anderem in Chicago und Denver aufwuchs. Er besuchte die University of Northern Colorado und die University of Colorado in Boulder. Er arbeitete als Radio-DJ, bis er die Band Special Affect mit Groovie Mann gründete. 1981 gründete Jourgensen Ministry. 2008 galt die Band als aufgelöst, meldete sich jedoch 2012 mit einem neuen Album zurück.
1983 war Jourgensen zudem Mitbegründer der Revolting Cocks. 1989 gründete Jourgensen unter anderem mit Jello Biafra (Dead Kennedys) und Paul Barker von Ministry Lard. Mit seinem Bandkollegen Paul Barker war er als Produzententeam tätig.
In vielen von Jourgensens Texten spiegeln sich persönliche Erfahrungen mit Heroin- und Kokain-Sucht wider. Manche sind aber auch politischer Natur, so galt er als Kritiker des damaligen Präsidenten George W. Bush. Später gab er an, seit Anfang der 2000er-Jahre drogenfrei zu sein. Auslöser seien die Amputation eines Zehs und die drohende Amputation eines Arms, letzteres allerdings infolge eines Spinnenbisses, gewesen.

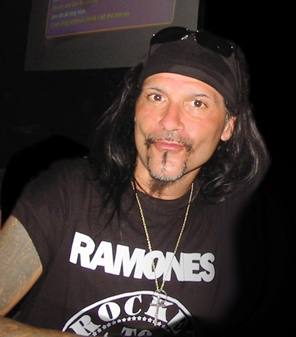
Al Jourgensen (2004)

Seine Lebenserinnerungen, darunter viele unter Drogeneinfluss begangene Exzesse, erzählte Jourgensen dem Journalisten Jon Wiederhorn in mehrstündigen Interviewsitzungen. Das Material erschien 2013 als Biographie unter dem Titel Ministry: The Lost Gospels According to Al Jourgensen.

## Diskografie

### Mit Ministry
siehe Ministry#Diskografie

### Mit Revolting Cocks
| Erstveröffentlichung | Titel                               | Label                                 |
| 1986                 | Big Sexy Land                       | Wax Trax!                             |
| 1988                 | You Goddamned Son of a Bitch – Live | Wax Trax!                             |
| 1990                 | Beers, Steers, and Queers           | Wax Trax!                             |
| 1993                 | Linger Ficken' Good                 | Sire/Reprise/Warner Bros. Records     |
| 2006                 | Cocked and Loaded                   | 13th Planet Records/Megaforce Records |
| 2007                 | Cocktail Mixxx                      | 13th Planet Records/Megaforce Records |
| 2009                 | Sex-O Olympic-O                     | 13th Planet Records/Megaforce Records |
| 2009                 | Sex-O MiXXX-O                       | 13th Planet Records/Megaforce Records |
| 2010                 | Got Cock?                           | 13th Planet Records/Megaforce Records |

### Mit Lard
| Erstveröffentlichung | Titel                       | Label                 |
| 1989                 | The Power of Lard           | Alternative Tentacles |
| 1990                 | The Last Temptation of Reid | Alternative Tentacles |
| 1997                 | Pure Chewing Satisfaction   | Alternative Tentacles |
| 2000                 | 70's Rock Must Die          | Alternative Tentacles |

### Mit Pailhead
| Erstveröffentlichung | Titel      | Label     |
| 1988                 | Trait (EP) | Wax Trax! |

## Buchveröffentlichung
- Al Jourgensen mit Jon Wiederhorn: Ministry: The Lost Gospels According to Al Jourgensen. Da Capo Press, Boston 2013, ISBN 978-0-306-82218-6 (englisch).